# Liubcea, Smolean
Liubcea (în bulgară Любча) este un sat în comuna Dospat, regiunea Smolean,  Bulgaria. 

## Demografie
Componența etnică a satului Liubcea
     Bulgari (34,08%)
     Nicio identificare (65,91%)
     Altele (0%)
La recensământul din 2011, populația satului Liubcea era de 848 locuitori. Nu există o etnie majoritară, locuitorii fiind  și bulgari (34,08%). Pentru 65,91% din locuitori nu este cunoscută apartenența etnică.